# Antonio Ortega Gutiérrez
Antonio Ortega Gutiérrez (Burgos, 1888 - Alacant, 15 de juliol de 1939) va ser un militar espanyol que va participar en la Guerra Civil Espanyola. Durant una part de la contesa va estar al capdavant de la Direcció general de Seguretat (DGS) i va ascendir al rang de Coronel.

## Biografia
Quan va esclatar la Guerra civil, Ortega era un tinent de Carabiners destacat a Irun. Una vegada iniciada la contesa, el 6 d'agost de 1936 va ser nomenat Governador civil de Guipúscoa. Va prendre el comandament de les forces republicanes en la Campanya de Guipúscoa després que el comandant Augusto Pérez Garmendia fos fet presoner en Oiartzun. Entre agost i setembre va participar en els combats al voltant d'Irun i Sant Sebastià, i més endavant va estar destacat en la Defensa de Madrid al comandament de diverses unitats.
Al maig de 1937 el nou govern republicà de Juan Negrín el va nomenar Director general de Seguretat i poc després d'això es va unir al Partit Comunista (PCE). D'acord amb l'historiador Hugh Thomas, Ortega fou el responsable de l'arrest d'Andreu Nin i altres líders del Partit Obrer d'Unificació Marxista (POUM). La detenció i posterior desaparició d'Andreu Nin a les mans d'agents soviètics va tenir un gran impacte a la zona republicana. Després de produir-se un altre incident, aquesta vegada entre la policia i el jutge que investigava la desaparició de Nin, el govern va destituir a Ortega i el va enviar a un càrrec de comandament en el front de batalla.
Cap al final de la guerra el març de 1939, es trobava al capdavant del III Cos d'Exèrcit desplegat en el front del Centre. Durant el Cop de Casado va recolzar a les unitats dels coronels Luis Barceló i Emilio Bueno Núñez del Prado contra el Consell Nacional de Defensa i les divisions del coronel Casado. Tanmateix, quan la situació es va inclinar a favor de les unitats del Consell de Defensa, Ortega es va oferir com a mediador entre les forces lleials a Juan Negrín i els casadistes. Al final de la guerra fou capturat pels franquistes, fou condemnat a mort en un consell de guerra i afusellat a Alacant el 15 de juliol de 1939.
Durant la guerra també va exercir com a president del Madrid Foot-Ball Club, nom que va rebre el "Reial Madrid" en l'època republicana.